# Psychotic Symphony
Psychotic Symphony è il primo album in studio del gruppo musicale statunitense Sons of Apollo, pubblicato il 20 ottobre 2017 dalla Inside Out Music.

## Tracce
1. God of the Sun – 11:12 (testo: Jeff Scott Soto, Derek Sherinian – musica: Derek Sherinian)
2. Coming Home – 4:23 (testo: Jeff Scott Soto, Derek Sherinian, Mike Portnoy – musica: Derek Sherinian, Ron Thal, Mike Portnoy)
3. Signs of the Time – 6:43 (testo: Jeff Scott Soto – musica: Derek Sherinian, Ron Thal, Mike Portnoy)
4. Labyrinth – 9:23 (testo: Jeff Scott Soto, Derek Sherinian, Mike Portnoy – musica: Derek Sherinian, Ron Thal, Mike Portnoy)
5. Alive – 5:06 (testo: Jeff Scott Soto – musica: Derek Sherinian, Ron Thal, Mike Portnoy, Billy Sheehan)
6. Lost in Oblivion – 4:28 (testo: Jeff Scott Soto, Derek Sherinian – musica: Derek Sherinian, Ron Thal, Mike Portnoy)
7. Figaro's Whore – 1:04 (musica: Derek Sherinian)
8. Divine Addiction – 4:42 (testo: Jeff Scott Soto, Derek Sherinian – musica: Derek Sherinian, Ron Thal, Mike Portnoy, Billy Sheehan)
9. Opus Maximus – 10:39 (musica: Derek Sherinian, Ron Thal, Mike Portnoy, Billy Sheehan)

CD bonus nell'edizione speciale
1. God of the Sun (Instrumental Mix) – 11:12 (musica: Derek Sherinian)
2. Coming Home (Instrumental Mix) – 4:23 (musica: Derek Sherinian, Ron Thal, Mike Portnoy)
3. Signs of the Time (Instrumental Mix) – 6:43 (musica: Derek Sherinian, Ron Thal, Mike Portnoy)
4. Labyrinth (Instrumental Mix) – 9:23 (musica: Derek Sherinian, Ron Thal, Mike Portnoy)
5. Alive (Instrumental Mix) – 5:06 (musica: Derek Sherinian, Ron Thal, Mike Portnoy, Billy Sheehan)
6. Lost in Oblivion (Instrumental Mix) – 4:28 (musica: Derek Sherinian, Ron Thal, Mike Portnoy)
7. Figaro's Whore (Instrumental Mix) – 1:04 (musica: Derek Sherinian)
8. Divine Addiction (Instrumental Mix) – 4:42 (musica: Derek Sherinian, Ron Thal, Mike Portnoy, Billy Sheehan)
9. Opus Maximus (Instrumental Mix) – 10:39 (musica: Derek Sherinian, Ron Thal, Mike Portnoy, Billy Sheehan)

## Formazione
Gruppo
- Mike Portnoy – batteria, percussioni, voce
- Derek Sherinian – tastiera, arrangiamento strumenti ad arco (tracce 1 e 4)
- Ron "Bumblefoot" Thal – chitarra, voce
- Billy Sheehan – basso
- Jeff Scott Soto – voce

Altri musicisti
- Ashwin Batish – sitar, cori
- Keshav Batish – percussioni indiane
- Artyom Manukyan – violoncello
- Armand Melnbardis – violino
- Kiara Perico – viola
- Enrico Cacace – orchestrazione aggiuntiva

Produzione
- The Del Fuvio Brothers: Mike Portnoy, Derek Sherinian – produzione
- Jerry Guidroz – ingegneria del suono
- Greg Foeller – assistenza tecnica
- Corey Mast – ingegneria del suono aggiuntiva
- Brent Woods – ingegneria del suono aggiuntiva
- Simone Sello – ingegneria del suono aggiuntiva
- Thomas Cuce – ingegneria del suono aggiuntiva
- Jay Ruston – missaggio
- Paul Logus – mastering

## Classifiche
| Classifica (2017)          | Posizione massima |
| -------------------------- | ----------------- |
| Austria                    | 42                |
| Belgio (Fiandre)           | 100               |
| Belgio (Vallonia)          | 71                |
| Finlandia                  | 37                |
| Francia                    | 78                |
| Germania                   | 31                |
| Paesi Bassi                | 53                |
| Regno Unito                | 74                |
| Regno Unito (rock & metal) | 4                 |
| Svizzera                   | 24                |